# Hipótese do mundo de ARN

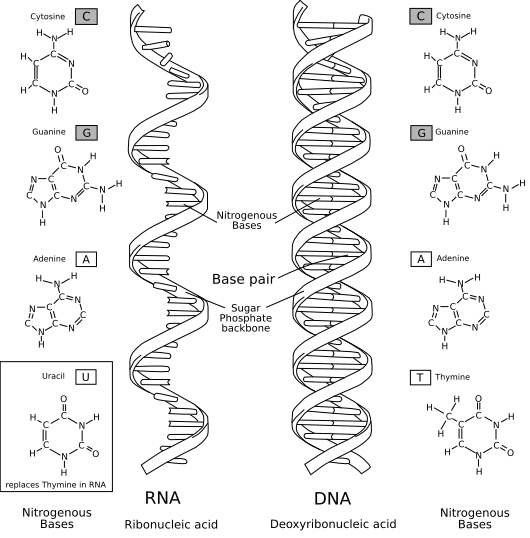
ARN com as suas bases nitrogenadas à esquerda e ADN à direita.

Em biologia, a hipótese do mundo do ARN (português europeu) ou mundo do RNA (português brasileiro) assume que o ácido ribonucleico foi a primeira forma de vida na Terra, desenvolvendo posteriormente uma membrana celular em seu redor e convertendo-se assim na primeira célula procariota.
Esta hipótese propõe que o mundo actual com vida baseada principalmente no DNA e proteínas foi precedido por um mundo em que a vida era baseada em RNA. A proposição para uma etapa da evolução da vida na Terra chamada "Mundo do RNA" (RNA world) foi feita por Walter Gilbert em 1986. É considerada pela maioria dos cientistas a etapa mais bem conhecida no campo da origem da vida, e talvez a única em que se tenha claramente ultrapassado o domínio da especulação. Ela supõe que antes das células modernas, o RNA era o material genético e era ele que catalisava as reações químicas nas células primitivas. Apenas posteriormente é que o DNA tornou-se o material genético e as proteínas os maiores componentes estruturais e catalisadores das células. Essa hipótese é reforçada pelo pareamento complementar dos nucleotídeos; o que promove a cópia exata de uma seqüência, pois, por conta da complementaridade das bases, uma seqüência serve de modelo para outra; pela descoberta das ribozimas, moléculas de RNA que possuem atividade catalítica e participam de importantes reações nas células modernas e pelos viroides e virusóides, agentes infecciosos de plantas que consistem em um RNA pequeno (200 nucleotídeos), circular, fita simples, não codificante que, através da maquinaria de transcrição da célula hospedeira, é capaz de se autorreplicar, armazenar e transmitir informações. Por isso, as ribozimas, os viroides e os virusoides são considerados “fósseis moleculares” do Mundo do RNA.
Entretanto, sob o ponto de vista químico e estrutural, é difícil imaginar como o RNA tenha se formado de uma maneira não-enzimática. Dessa forma, aponta-se que antes do RNA, as primeiras moléculas que possuíam atividade enzimática e a capacidade de guardar informações, eram polímeros, sem registros fósseis ou remanescentes nas células modernas, que se assemelham ao RNA, mas são quimicamente mais simples como, por exemplo, o PNA (Peptide nucleic acid) e o p-RNA (Pyranosyl-RNA). A cadeia de ribose do RNA é substituída no PNA por uma cadeia peptídica, de maneira similar às proteínas. Essa cadeia peptídica, diferentemente da ribose, se forma em altas quantidades em condições pré-bióticas e espontaneamente, forma um polímero estável. Entretanto, o PNA é mais rígido e por isso, pode trazer certas limitações à catálise.
A transição de um “pré-Mundo do RNA” para o Mundo do RNA pode ter se dado através da síntese de um RNA utilizando-se um desses polímeros tanto como fita-molde, como para catalisador. Experimentos em laboratório mostraram que o PNA pode atuar como uma fita-molde para a síntese de RNA porque as geometrias das bases das duas moléculas são bastante semelhantes. A partir da primeira molécula de RNA, outras foram sendo geradas e se diversificaram gradualmente, até conseguir carregar as funções que anteriormente eram dos polímeros pré-RNA e formar o Mundo do RNA.
O processo de síntese de proteínas nas células modernas é um sistema bastante intrincado e complexo e por isso, se torna difícil imaginar como ele se desenvolveu no Mundo do RNA. Entretanto, alguns experimentos vêm sendo realizados e alguns cenários já podem ser desenhados. Experimentos de seleção de RNA in vitro produziram moléculas de RNA que conseguem se ligar fortemente a aminoácidos. A seqüência de nucleotídeos destes RNAs contém uma freqüência extremamente alta de códons do aminoácido que ele reconhece. Por exemplo, moléculas de RNA que se ligam seletivamente a arginina possuem uma alta freqüência de códons que codificam arginina. Essa correlação não é perfeita para todos os aminoácidos e sua interpretação pode ser duvidosa, mas pode indicar que um código genético limitado pode ter surgido de uma associação direta entre aminoácidos e sequências específicas de RNA, com o próprio RNA servindo de molde para a polimerização de alguns aminoácidos. A eficiência desta síntese proteica primitiva deve ter aumentado consideravelmente após o surgimento da ligação peptídica. Os ribossomos podem ter surgido a partir de uma ribozima peptidil-transferase primitiva, que com o passar do tempo, ficou maior e adquiriu a habilidade de posicionar corretamente os tRNAs nos moldes de RNA. Uma vez desenvolvida a síntese proteica, as proteínas, graças a sua maior versatilidade, puderam “conquistar” a maior parte das tarefas catalíticas e estruturais.
Quanto ao DNA, a sua origem e a de seus mecanismos de replicação permanecem obscuras, mas elas devem ser posteriores ao surgimento das proteínas, já que um grande número de proteínas são necessárias para a sua síntese e a formação da desoxirribose é um processo bastante complexo. A desoxirribose, comparada com a ribose, forma cadeias mais estáveis o que faz com que o DNA possa se alongar sem perigos de rompimento e desta maneira, um depósito mais seguro para a informação genética.
A hipótese de "Mundo do RNA" teve um grande impulso em 2009. Os químicos da Universidade de Cambridge, no Reino Unido relataram que tinham descoberto que compostos precursores relativamente simples chamados acetileno e formaldeído que poderiam sofrer uma seqüência de reações para produzir dois de RNA com quatro blocos de construção de nucleótidos, mostrando um percurso plausível para que o ARN possa ter se formado por si mesmo, sem a necessidade de enzimas na sopa primordial
. Os críticos, no entanto, ressaltaram que o acetileno e formaldeído ainda são, elas  próprias, moléculas um tanto complexos. Isso suplicou a questão de como estas poderiam ter surgido.
No estudo de 2015, Dr. Sutherland e seus colegas decidiram trabalhar esses produtos químicos retroativamente para ver se eles poderiam encontrar uma rota para o RNA a partir de matérias-primas ainda mais simples. Na edição de março de 2015 da "Nature Chemistry", a equipe de Sutherland relata que ele criou precursores de ácidos nucleicos começando com apenas cianeto de hidrogênio (HCN), sulfeto de hidrogênio (H2S) e ultravioleta (UV). O que é mais, Sutherland diz, as condições que produzem precursores de ácidos nucleicos também criar as matérias-primas necessárias para fazer aminoácidos naturais e lipídios. Isso sugere que um único conjunto de reações poderia ter dado origem à maioria dos blocos de construção da vida simultaneamente ..
A equipe de Cambridge argumenta que os primórdios da Terra foi um ambiente favorável para essas reações. HCN é abundante em cometas, que choveram de forma constante durante as primeiras centenas de milhões de anos de história da Terra. Os impactos também teriam produzido energia suficiente para sintetizar HCN a partir de hidrogénio, carbono e azoto. Da mesma forma, a equipe diz, H2S foi pensado para ter sido comum nos primórdios da Terra, como era a radiação UV que poderiam conduzir as reações e minerais contendo metais que poderiam tê-los catalisadas

## Mundo de RNP
A hipótese do mundo de RNP seria um período posterior a ao período mundo de ARN e terminou com a formação de DNA e proteínas contemporâneas. No mundo de RNP, moléculas de ARN começaram a sintetizar peptídeos.  Estes acabariam por se tornar proteínas as quais desde então assumiram a maioria das diversas funções do ARN realizadas anteriormente.  Essa transição abriu caminho para que o ADN substituísse o ARN como o principal armazenamento de informações genéticas, levando à vida como a conhecemos.